# William de Ros, 3. Baron de Ros
William de Ros, 3. Baron de Ros (* 19. Mai 1329; † vor 3. Dezember 1352) war ein englischer Adliger, Militär und Politiker.

## Leben
William de Ros entstammte der anglonormannischen Familie de Ros, die seit dem 12. Jahrhundert in England nachweisbar ist. Er war der älteste Sohn und Erbe von William de Ros, 2. Baron de Ros und von dessen Frau Margery de Badlesmere, Tochter des 1. Baron Badlesmere. Beim Tod seines Vaters, 1343, war er noch minderjährig, worauf Ralph de Neville seine Vormundschaft und das Recht zur Verwaltung seines Erbes erwarb. Während des Hundertjährigen Kriegs nahm er 1346 im Gefolge König Eduards III. an dessen Feldzug nach Frankreich teil, wurde vom König im Juli 1346 in La Hague zum Ritter geschlagen und nahm vermutlich im August 1346 an der Schlacht bei Crécy teil. Vor dem 8. Mai 1348 wurde de Ros mit Margaret Neville, einer Tochter seines Vormunds verheiratet. Im Juli 1350 wurde er für volljährig erklärt und übernahm die Verwaltung seiner Ländereien. Am 29. August 1350 kämpfte er in der für England siegreichen Seeschlacht von Winchelsea gegen eine kastilische Flotte. Sowohl im November 1350 und im November 1351 wurde er als Baron de Ros durch Writ of Summons zur Teilnahme am Parlament geladen.
Die Ehe von de Ros mit Margaret Neville blieb kinderlos. Bei seinem Tod wurde sein jüngerer Bruder Thomas de Ros sein Erbe. Seine Witwe heiratete in zweiter Ehe Henry de Percy, den späteren Earl of Northumberland.